# بيتر مارين
بيتر مارين (بالرومانية: Petre Marin)‏ (8 سبتمبر 1973 ببوخارست في رومانيا - ) هو لاعب كرة قدم روماني في مركز الدفاع. شارك مع منتخب رومانيا تحت 21 سنة لكرة القدم ومنتخب رومانيا لكرة القدم. أما مع النوادي، فقد لعب مع أونيريا أورزيتشيني ورابيد بوخارست وستيودينتيسك بوخارست ونادي ستيوا بوخارست وكونكورديا كياجنا وFC Progresul București ‏.

## وصلات خارجية
- بيتر مارين على موقع قاعدة بيانات كرة القدم.إي يو (الإنجليزية)
- بيتر مارين على موقع ناشيونال فوتبول تيمز (الإنجليزية)
- بيتر مارين على موقع Soccerway.com (الإنجليزية)
- بيتر مارين على موقع عالم كرة القدم.نت (الإنجليزية)